# 锺文耀

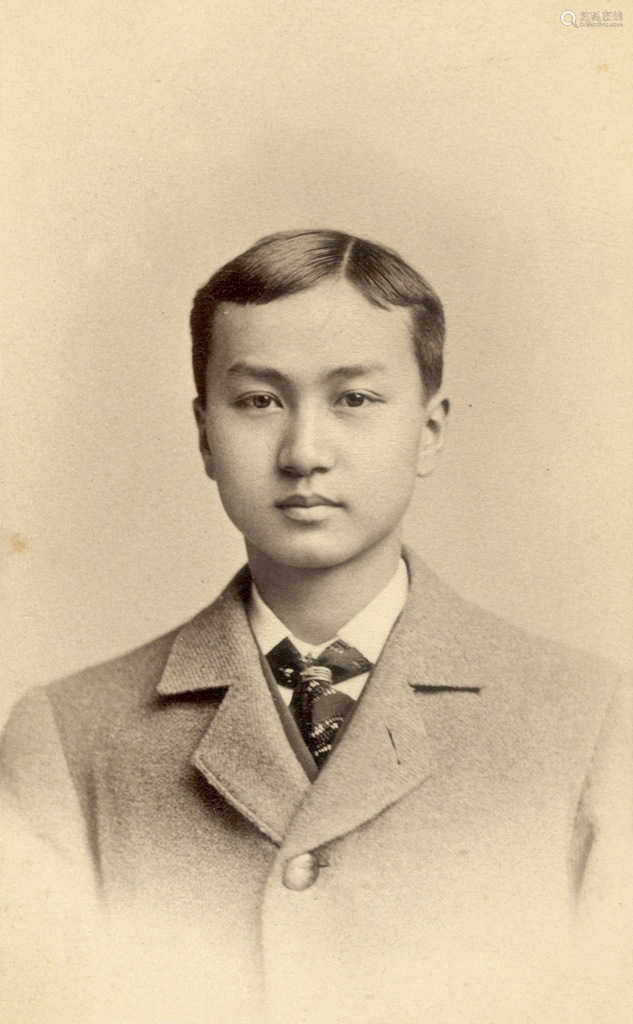
锺文耀

锺文耀（1861年—1945年），号紫垣，出生于广东香山（今中山市）西山村，中国外交官、政府官员。

## 生平
他是1872年清末第一批中国留美幼童之一。1879年进入美国耶鲁大学学习，在校期间曾任耶鲁大学划艇队舵手，1881年回国。回国后历任上海水利局翻译、知府，驻菲律宾总领事，沪宁铁路帮办、总办、局长、董事会主席等职务。